# Audiostecker
Als Audiostecker werden Steckverbinder für Audiokabel bezeichnet. Audiosignale können darüber in analogem oder digitalem Format übertragen werden, mit unterschiedlicher Signalstärke und über unterschiedliche Medien. Die Stecker für Glasfaserkabel sind hier nicht aufgeführt.
Diese Seite soll einen Überblick über die verschiedenen Audiosteckverbindungen schaffen und die gängigen Pin-Belegungen aufzeigen. Detaillierte Informationen sowie Spezialanwendungen können auf den verlinkten Unterseiten der einzelnen Steckertypen zu finden sein.

## Übersicht Audiosteckverbindungen mit Pin-Belegung
| Bezeichnung                              | Ausführung               | Verwendung                                                                                             | Belegung | Bild |
| ---------------------------------------- | ------------------------ | --- | --- | ---- |
| XLR                                      | 3-polig                  | Symmetrisches Mono-Signal                                                                              | 1: Masse 2: + 3: - (AES-14) |      |
| XLR                                      | 3-polig                  | Lautsprecherkabel                                                                                      | 1: Masse 2: + 3: offen |      |
| XLR                                      | 3-polig                  | AES/EBU (digitales Stereo-Signal)                                                                      | 1: Masse 2: + 3: - |      |
| XLR                                      | 3-polig                  | Unsymmetrisches Mono-Signal                                                                            | 1: Masse 2: + 3: Masse |      |
| XLR                                      | 3-polig                  | Unsymmetrisches Stereo-Signal (eher unüblich)                                                          | 1: Masse 2: links 3: rechts |      |
| XLR                                      | 5-polig                  | Headset (z. B. Beyerdynamic)                                                                           | 1: Masse, 2: Mic +, 3: Mic - 4: KH l, 5: KH r                                                                                     |      |
| Klinke 6,35mm                            | 3-polig                  | Symmetrisches Mono-Signal                                                                              | Spitze: + Ring: - Schaft: Masse                                                                                                   |      |
| Klinke 6,35mm                            | 3-polig                  | Unsymmetrisches Stereo-Signal                                                                          | Spitze: links Ring: rechts Schaft: Masse                                                                                          |      |
| Klinke 6,35mm                            | 3-polig                  | Unsymmetrisches Mono-Signal                                                                            | Spitze: + Ring: Masse Schaft: Masse                                                                                               |      |
| Klinke 6,35mm                            | 3-polig                  | Insert-Kabel (unsymmetrisch)                                                                           | Tip: Send* Ring: Return* Schaft: Masse                                                                                            |      |
| Klinke 6,35mm                            | 2-polig                  | Unsymmetrisches Mono-Signal, Gitarrenkabel, Lautsprecherkabel                                          | Tip: + Schaft: Masse |      |
| Bantam-Klinke 4,4mm, Tiny Telephone (TT) | 3-polig                  | Symmetrisches Mono-Signal, Patchkabel für Patchbay                                                     | Tip: + Ring: - Schaft: Masse |      |
| Klinke 3,5mm                             | 3-polig                  | Unsymmetrisches Stereosignal, Kopfhörerkabel                                                           | Tip: links Ring: rechts Schaft: Masse                                                                                             |      |
| Klinke 3,5mm                             | 3-polig                  | Symmetrisches Monosignal (z. B. Line-In bei Yellowtex iXm)                                             | Tip: + Ring: - Schaft: Masse |      |
| Klinke 3,5mm                             | 3-polig                  | Funk-Taschensender, unsymmetrisch mit Spannungsversorgung                                              | Tip: Mic-In (+DC) Ring: Line-In Schaft: Masse                                                                                     |      |
| Klinke 3,5mm                             | 4-polig                  | Headset (Consumer)                                                                                     | siehe Klinkenstecker |      |
| RCA, Cinch                               | 2-polig                  | Unsymmetrisches Signal, meist paarweise (stereo)                                                       | Stift: + Steckkörper: Masse |      |
| RCA, Cinch                               | 2-polig                  | S/PDIF (digital), nur ein Stecker für Stereo oder Surround                                             | Stift: + Steckkörper: Masse |      |
| LEMO-Stecker                             | 3-polig (FVB.00.303.NLA) | Funk-Taschensender (z. B. Sennheiser 2000, 3000, 5000er Serien), unsymmetrisch mit Spannungsversorgung | 1: Masse 2: Line-In / Instrument (ohne Spannungsversorgung) 3: Mic-In (mit 10V DC Spannungsversorgung für Elektretmikrofone)      |      |
| DIN-Stecker, 180°                        | 3-polig                  | Unsymmetrisches bidirektionales Mono-Signal, Tonbandstecker                                            | 1: Aufnahme 2: Masse 3: Wiedergabe                                                                                                |      |
| DIN-Stecker, 180°                        | 5-polig                  | Unsymmetrisches bidirektionales Stereo-Signal                                                          | 1: Aufnahme links 2: Masse 3: Wiedergabe links 4: Aufnahme rechts 5: Wiedergabe rechts Gehäuse: Schirm, meist mit Pin 2 verbunden |      |
| Speakon                                  | 2-polig                  | Lautsprecherkabel für passive Lautsprecher, bis 250V                                                   | + - |      |
| Speakon                                  | 4-polig                  | Lautsprecherkabel für passive Lautsprecher, bis 250V                                                   | 1+, 2+ 1-, 2- |      |
| Speakon                                  | 8-polig                  | Lautsprecherkabel für passive Lautsprecher, bis 250V                                                   | 1+, 2+, 3+, 4+ 1-, 2-, 3-, 4- |      |

## Adapter

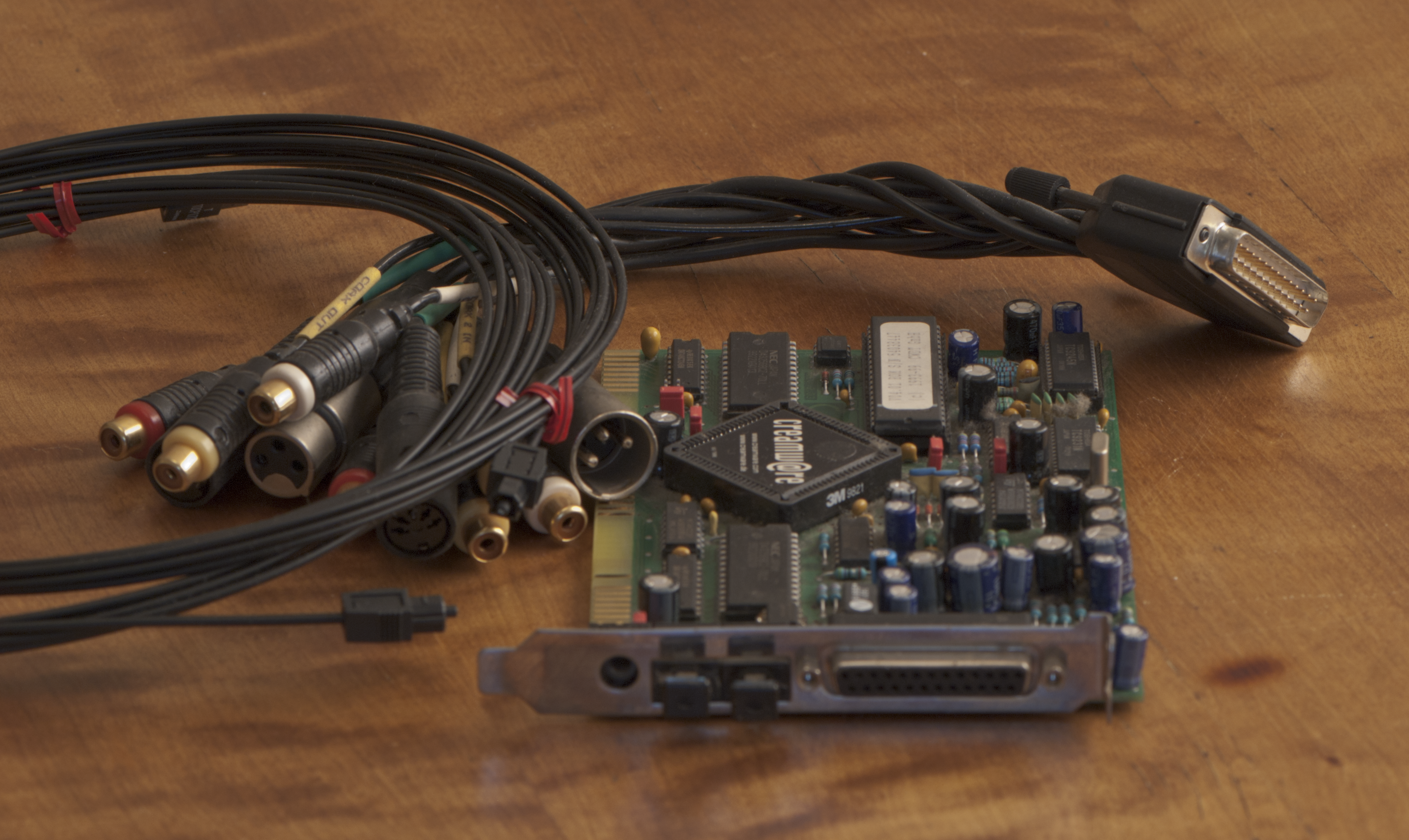
Soundkarte mit D-Sub-Anschluss (hier: DB-25)

Adapter sind nicht nur zur Überbrückung unterschiedlicher Bauarten oder Größen nötig, sondern beispielsweise auch, wenn aus Platzgründen nicht alle Anschlüsse am Hauptgerät untergebracht werden können. Im Bereich professioneller Soundkarten sind Adapter auf der Basis von D-Sub-Anschlüssen verbreitet, die eine Vielzahl von Einzelanschlüssen mit dem D-Sub-Anschluss der Soundkarte verbinden.